# Lunt
Lunt är en by i civil parish Sefton, i distriktet Sefton, i grevskapet Merseyside, i England. Byn är belägen 11 km från Liverpool. Lunt var en civil parish 1866–1932 när blev den en del av Sefton. Civil parish hade 87 invånare år 1931.